# Guglielmo di Jülich-Kleve-Berg
Guglielmo di Jülich-Kleve-Berg (Düsseldorf, 28 luglio 1516 – Düsseldorf, 5 gennaio 1592) fu duca di Jülich-Kleve-Berg dal 1539 al 1592.

## Biografia
Guglielmo era figlio di Giovanni III di Kleve e di sua moglie Maria di Jülich-Berg e pertanto fratello di Anna e cognato del re Enrico VIII d'Inghilterra.
Ereditò il ducato di Kleve del padre alla sua morte nel 1539 e quello della madre (Berg e Julich, oltre alla contea di Ravensberg) nel 1543. Dal 1538 al 1543 mantenne anche la sovranità sul vicino ducato di Gheldria, come successore di suoi distanti parenti, i duchi di Egmond. L'imperatore Carlo V pretese tale ducato per sé facendo valere anch'egli dei diritti di successione. Per stroncare ogni dubbio, Guglielmo concluse un trattato con il re di Francia e sposò Giovanna d'Albret. Di fronte però alle insistenze dell'impero, la Francia decise di non prendere posizione e pertanto alla fine Carlo V ebbe la meglio. Secondo il Trattato di Venlo (1543) che concluse la guerra in atto, la Gheldria e la contea di Zutphen passarono a Carlo V che le unì ai Paesi Bassi asburgici.
Guglielmo dopo questa iniziale sconfitta rafforzò i territori che aveva ereditato e lanciò un impressionante progetto di sviluppo sulle città più importanti della sua area. I tre ducati avevano ciascuno una fortezza imponente ma di stile medievale, che avevano dato prova di essere poco efficaci contro l'artiglieria imperiale. Le città di Jülich, Düsseldorf e Orsoy svilupparono nuove fortezze per i ducati di Jülich, Berg e Cleves rispettivamente, mentre Jülich e Düsseldorf divennero anche sedi di preziose residenze e palazzi. Per questo imponente compito, chiamò a corte l'architetto italiano Alessandro Pasqualini di Bologna che già aveva lavorato nei Paesi Bassi tracciando progetti per fortificazioni e palazzi. A lui si deve appunto la cittadella di Jülich (costruita nel 1548-1580) con annesso un palazzo rinascimentale di cui è possibile notare alcune tracce.

## Matrimoni e figli
Sposò la tredicenne Giovanna III di Navarra nel 1541 ma il matrimonio, dettato da esigenze politiche, venne annullato quattro anni dopo.
Il 18 luglio 1548 sposò in seconde nozze Maria d'Austria, figlia dell'imperatore Ferdinando I d'Asburgo, da cui ebbe sette figli:
- Maria Eleonora (1550 – 1608);
- Anna (1552 – 1632);
- Maddalena (1553–1633);
- Carlo Federico (1555–1575);
- Elisabetta (1556–1561);
- Sibilla (1557–1627);
- Giovanni Guglielmo (1562 – 1609).

Attraverso sua figlia Maria Eleonora è antenato di Alessandro II di Russia, del kaiser Guglielmo II di Germania e dell'attuale famiglia regnante inglese.

## Ascendenza
|                                |                        |                             | Genitori                           |  |  | Nonni |  |  | Bisnonni            |  |  | Trisnonni         |  |
|                                |                        |                             |                                    |  |  |       |  |  | Giovanni I di Kleve |  |  | Adolfo I di Kleve |  |
|                                |                        |                             |                                    |  |  |       |  |  | Giovanni I di Kleve |  |  | Adolfo I di Kleve |  |
|                                |                        | Margherita di Berg          |                                    |  |  |       |  |  | Giovanni I di Kleve |  |  |                   |  |
| Giovanni II di Kleve           |                        |                             |                                    |  |  |       |  |  | Giovanni I di Kleve |  |  |                   |  |
|                                |                        | Elisabetta di Nevers        | Giovanni II di Nevers              |  |  |       |  |  |                     |  |  |                   |  |
|                                |                        | Elisabetta di Nevers        | Giovanni II di Nevers              |  |  |       |  |  |                     |  |  |                   |  |
|                                |                        | Elisabetta di Nevers        | Jacqueline d'Ailly                 |  |  |       |  |  |                     |  |  |                   |  |
| Giovanni III di Kleve          |                        | Elisabetta di Nevers        |                                    |  |  |       |  |  |                     |  |  |                   |  |
|                                |                        | …                           | …                                  |  |  |       |  |  |                     |  |  |                   |  |
|                                |                        | …                           | …                                  |  |  |       |  |  |                     |  |  |                   |  |
|                                |                        | …                           | …                                  |  |  |       |  |  |                     |  |  |                   |  |
| Matilde d'Assia                |                        | …                           |                                    |  |  |       |  |  |                     |  |  |                   |  |
|                                |                        | …                           | …                                  |  |  |       |  |  |                     |  |  |                   |  |
|                                |                        | …                           | …                                  |  |  |       |  |  |                     |  |  |                   |  |
|                                |                        | …                           | …                                  |  |  |       |  |  |                     |  |  |                   |  |
| Guglielmo di Jülich-Kleve-Berg |                        | …                           |                                    |  |  |       |  |  |                     |  |  |                   |  |
|                                | Gerardo di Jülich-Berg | Guglielmo di Jülich         |                                    |  |  |       |  |  |                     |  |  |                   |  |
|                                | Gerardo di Jülich-Berg | Guglielmo di Jülich         |                                    |  |  |       |  |  |                     |  |  |                   |  |
|                                | Gerardo di Jülich-Berg | Adelaide di Tecklenburg     |                                    |  |  |       |  |  |                     |  |  |                   |  |
| Guglielmo di Jülich-Berg       | Gerardo di Jülich-Berg |                             |                                    |  |  |       |  |  |                     |  |  |                   |  |
|                                |                        | Sofia di Sassonia-Lauenburg | Bernardo III di Sassonia-Lauenburg |  |  |       |  |  |                     |  |  |                   |  |
|                                |                        | Sofia di Sassonia-Lauenburg | Bernardo III di Sassonia-Lauenburg |  |  |       |  |  |                     |  |  |                   |  |
|                                |                        | Sofia di Sassonia-Lauenburg | Adelaide di Pomerania-Stolp        |  |  |       |  |  |                     |  |  |                   |  |
| Maria di Jülich-Berg           |                        | Sofia di Sassonia-Lauenburg |                                    |  |  |       |  |  |                     |  |  |                   |  |
|                                |                        | Alberto III di Brandeburgo  | Federico I di Brandeburgo          |  |  |       |  |  |                     |  |  |                   |  |
|                                |                        | Alberto III di Brandeburgo  | Federico I di Brandeburgo          |  |  |       |  |  |                     |  |  |                   |  |
|                                |                        | Alberto III di Brandeburgo  | Elisabetta di Baviera-Landshut     |  |  |       |  |  |                     |  |  |                   |  |
| Sibilla di Hohenzollern        |                        | Alberto III di Brandeburgo  |                                    |  |  |       |  |  |                     |  |  |                   |  |
|                                |                        | Anna di Sassonia            | Maurizio I, Elettore di Sassonia   |  |  |       |  |  |                     |  |  |                   |  |
|                                |                        | Anna di Sassonia            | Maurizio I, Elettore di Sassonia   |  |  |       |  |  |                     |  |  |                   |  |
|                                |                        | Anna di Sassonia            | Agnese d'Assia                     |  |  |       |  |  |                     |  |  |                   |  |
|                                |                        | Anna di Sassonia            |                                    |  |  |       |  |  |                     |  |  |                   |  |